# Страна грёз (фильм, 2019)
«Страна грёз» (англ. Dreamland) — американский драматический триллер 2019 года режиссёра Майлза Джорис-Пейрафита. В главных ролях Финн Коул, Марго Робби, Трэвис Фиммел, Керри Кондон, Дарби Кэмп и Лола Кёрк, которая выступает рассказчиком.
Мировая премьера фильма состоялась на кинофестивале Трайбека 28 апреля 2019 года. Фильм вышел в ограниченном числе кинотеатров 13 ноября 2020 года, а 17 ноября 2020 года фильм вышел видео по запросу от компании Vertical Entertainment. В России фильм вышел 26 ноября 2020 года.

## Сюжет
В США период Великой депрессии. Ферма семьи юного Юджина Эванса находится на грани закрытия. Парень решает взяться за поимку опасной грабительницы банков, за чью голову обещают внушительное вознаграждение.

## В ролях
| Актёр          | Роль               |
| -------------- | ------------------ |
| Марго Робби    | Эллисон Уэллс      |
| Трэвис Фиммел  | Джордж Эванс       |
| Гаррет Хедлунд | Перри Монтрой      |
| Керри Кондон   | Оливия Эванс       |
| Финн Коул      | Юджин Эванс        |
| Дэрби Кэмп     | Фиби Эванс         |
| Лола Кёрк      | Фиби Эванс (голос) |
| Брюс Макинтош  | фермер             |
| Ханс Кристофер | Джон Бейкер        |
| Грэйсон Берри  | коп                |
| Джо Берримен   | шериф Росс         |

## Производство
В мае 2017 года Марго Робби присоединилась к актёрскому составу фильма, а Майлз Джорис-Пейрафитт был выбран режиссёром. Сценарий принадлежит Николаасу Цварту. Продюсерами фильма выступили Марго Робби, Том Экерли, Джози Макнамара, Брайан Кавано-Джонс и Риан Кэхилл. В октябре 2017 года к актёрскому составу фильма также присоединились Финн Коул, Трэвис Фиммел, Дарби Кэмп и Керри Кондон.
Съёмочный процесс начался в октябре 2017 года в Нью-Мексико.

## Выход
Мировая премьера фильма состоялась в апреле на кинофестивале в Трайбеке 28, 2019. В сентябре 2020 года Vertical Entertainment и Paramount Pictures приобрели права на распространение фильма в США. Он был выпущен ограниченным тиражом 13 ноября 2020 года.

## Отзывы
На сайте Rotten Tomatoes фильм имеет рейтинг одобрения 68 %, основанный на 34 отзывах, средняя оценка 6.10/10. Вывод сайта гласит:
Удручающая история компенсируется сильной работой Марго Робби в главной роли.
На Metacritic фильм имеет рейтинг 57 из 100, основанный на 11 отзывах, что указывает на смешанные отзывы.